# 우에다정
우에다정(植田町)은 후쿠시마현 남동부 이와키군에 속했던 정이다. 이와키시 남동부가 우에다정이 있던 곳이다. 1955년 4월 29일 우에다정, 나코소정 등 5개 정·촌이 합병하여 나코소시가 신설되고 폐지되었다.

## 역사
- 1889년 4월 1일 - 정촌제 시행에 의해 11촌의 구역을 가지고 기쿠다군 사메가와촌이 성립하였다.
- 1896년 4월 1일 - 군 통합에 의해 이와키군에 이관되었다.
- 1923년 4월 10일 - 사메가와촌이 정으로 승격하고 개칭, 우에다정이 되었다.
- 1955년 4월 29일 - 우에다정 및 나코소정, 니시키정, 가와베촌, 야마다촌 등 5개 정·촌이 합병하여 나코소시가 신설되고, 우에다정 등은 폐지되었다.

## 교통

### 철도
- 일본국유철도
  - 조반선

### 도로
- 국도 6호선

우에다정 정역이었던 지역을 조반 자동차도가 통과하지만, 우에다정이었던 당시에는 미개통이었다.

## 참고 문헌
- 角川日本地名大辞典 7 福島県